# 卡津菜
卡津菜，或称卡真菜，是由卡津-阿卡迪亚人发明的一种菜系。在18世纪，卡津-阿卡迪亚人被英国人驱逐到路易斯安那，在这里，他们将西非、法国和西班牙的烹饪方法融合进了其传统烹饪方式，使用本地食材，创造了卡津菜。
卡津菜和另一个路易斯安那菜系克里奥尔菜有着一定的相似性，都使用菜椒、洋葱和旱芹作为“三位一体”的基础食材。区别在于卡津菜更类似乡村饮食，食材选择更简单；而克里奥尔菜来源于克里奥尔人，则更类似城市饮食，食材更复杂。

## 术语

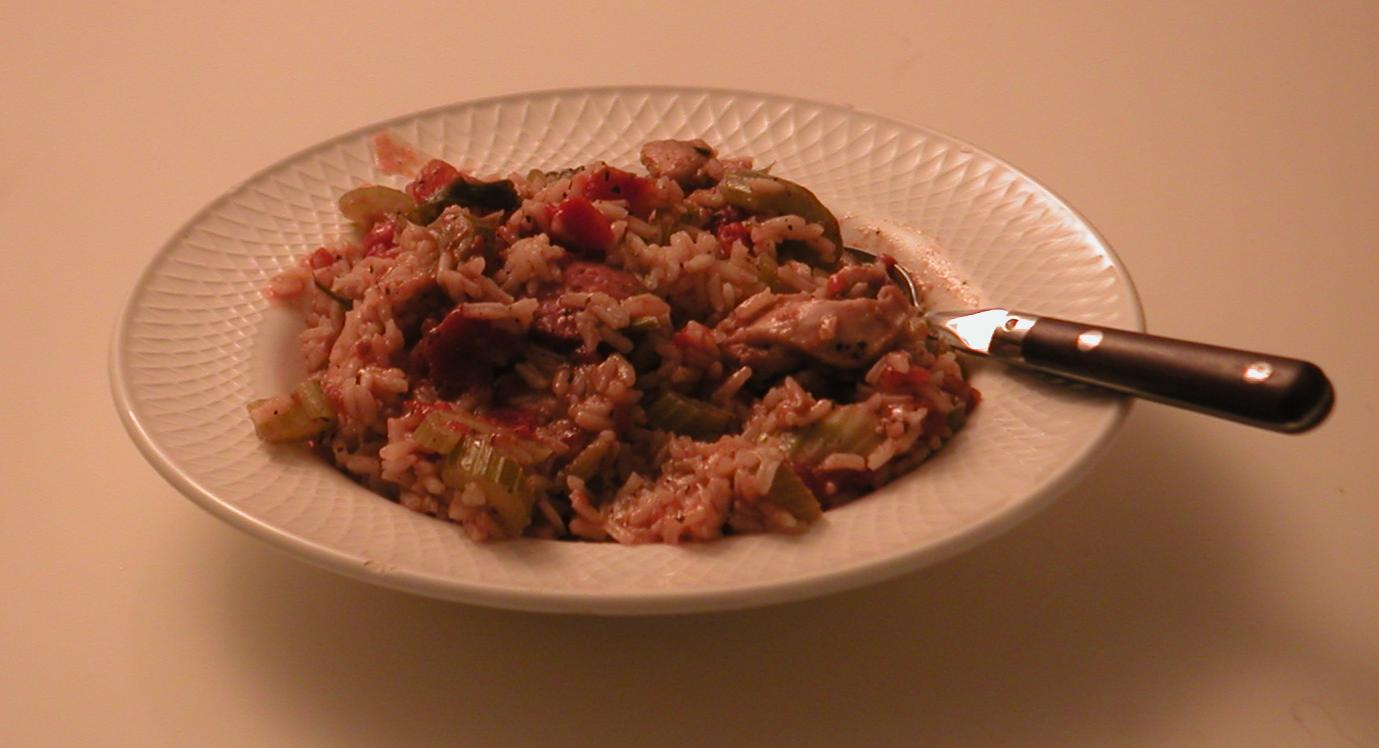
卡津菜的一种：什锦饭

卡津菜一词现在多用于模糊地指代来自路易斯安那州的各类传统美食。自1980年代起，卡津菜开始成为一个流行术语，以至于出现了卡津薯条、卡津披萨和卡津寿司等食物。1990年代，麦当劳还推出过卡津McChicken。如今的大部分卡津菜实际上是在20世纪才出现的，厨师Paul Prudhomme为现代卡津菜在美国全国的传播起了推动作用。在此之前，卡津菜只是简单的菜肴，和美国南部非裔美国人的灵魂料理有不少相似之处。
现代卡津菜的风格为辛辣、味道浓郁、且有悖传统烹饪方式。
可以归为传统卡津菜的有什锦饭和秋葵浓汤，而水煮小龙虾则是1960年布罗布里奇小龙虾节后才开始流行的。

## 特色菜
- 布丹香肠（英语：Boudin），一种由猪肉、猪肝、大米、大蒜、大葱和其他香料制成的香肠。
- 秋葵浓汤，经典的秋葵浓汤由鸡肉和安杜耶香肠（英语：Andouille）等做成。
- 什锦饭
- 肉汁饭（英语：Rice and gravy），传统上用廉价的肉块烹制。[11]
- 水煮小龙虾，用大锅煮小龙虾、土豆、洋葱和玉米。也有煮虾或煮蟹的变种。[12]

## 食材
卡津菜的取材有着密西西比河三角洲当地的特色。
- 谷物：玉米、大米、大麦、小麦
- 果蔬：甜椒（绿色或红色）、黑莓、卡宴辣椒、旱芹、羽衣甘蓝、黄瓜、無花果、韭葱、青檸、柠檬、佛手瓜、圆叶葡萄（英语：Vitis rotundifolia）、秋葵、洋葱、欧防风、歐芹、碧根果、温州蜜柑、青蔥、南瓜、草莓、番薯、塔巴斯科辣椒（英语：Tabasco pepper）、番茄
- 肉类：
  - 牛肉和乳制品不常见
  - 家禽：火鸡、鸡、鸽、鹅、鸭、鹌鹑
  - 猪肉：各类香肠和猪肉制品
  - 水产：
    - 淡水鱼：大口黑鱸、鲶魚、白鲈、黃鱸
    - 咸水鱼：雲紋犬牙石首魚、美国红鱼、鯧魚、比目魚、石斑魚、鯛魚
    - 甲壳类:小龙虾、虾、牡蛎、藍蟹

  - 野味： 鳄鱼肉、青蛙肉等

## 流行文化
- 漢克·威廉斯在1952年的歌曲什锦菜中提及了三种卡津菜，即什锦饭、小龙虾馅饼和费里秋葵汤。

## 图片集

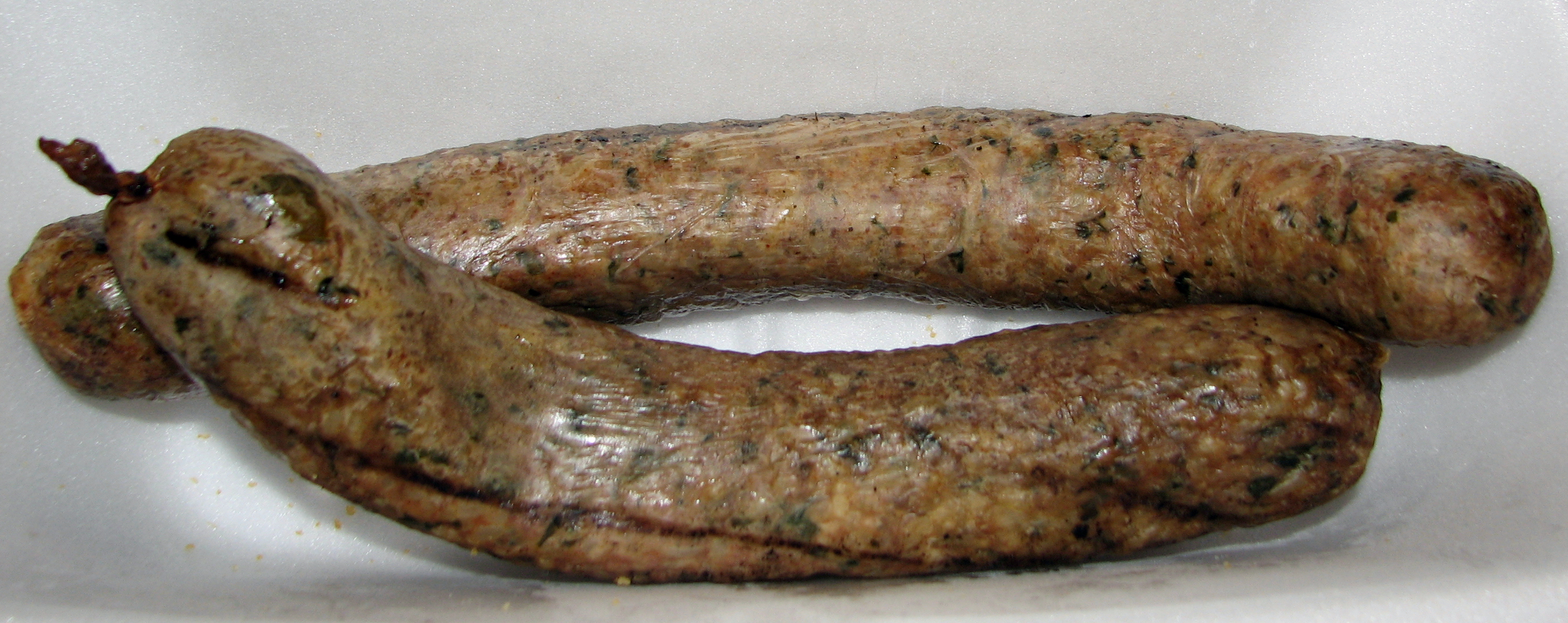
熏布丹香肠（英语：Boudin）
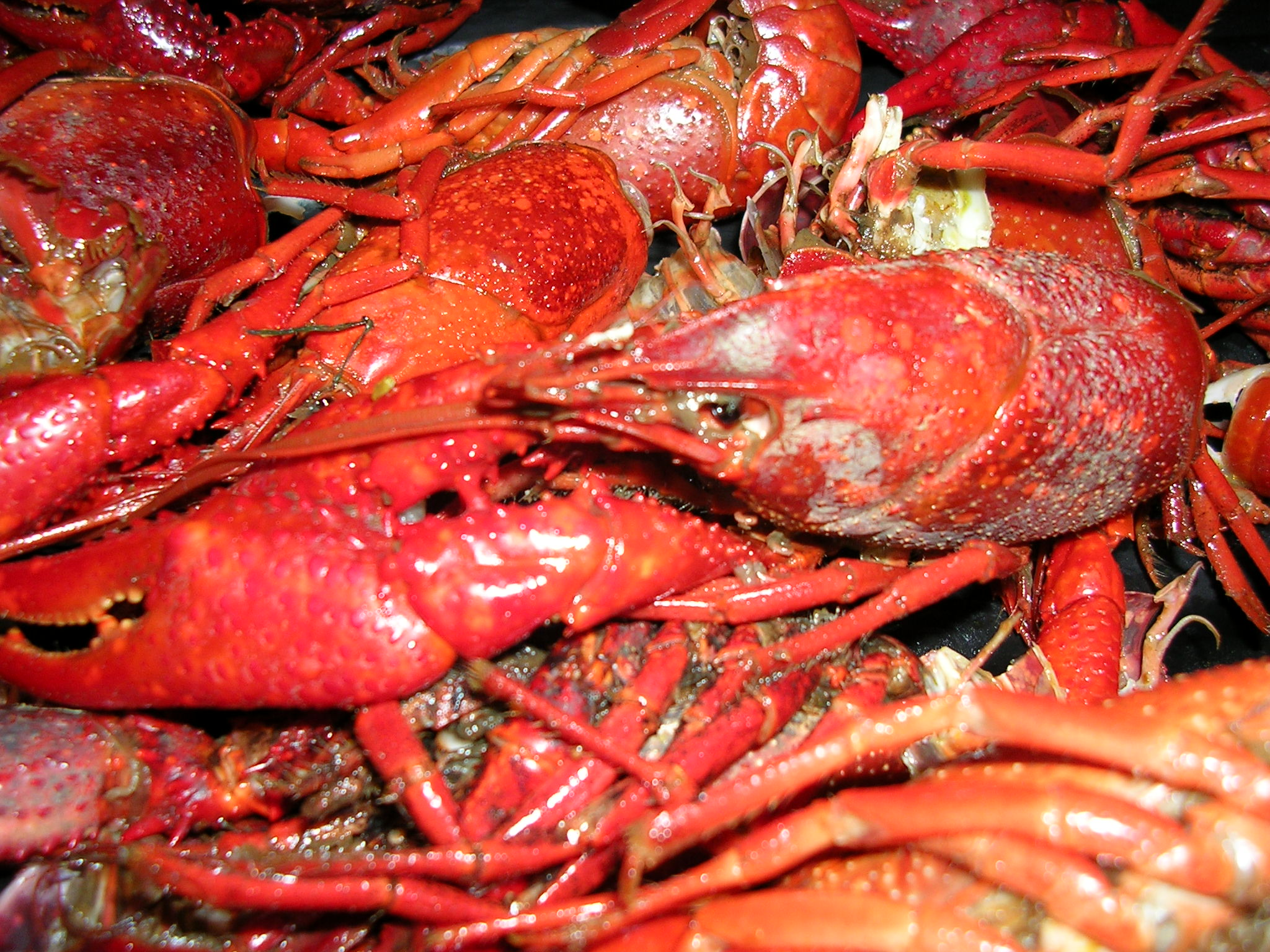
水煮小龙虾
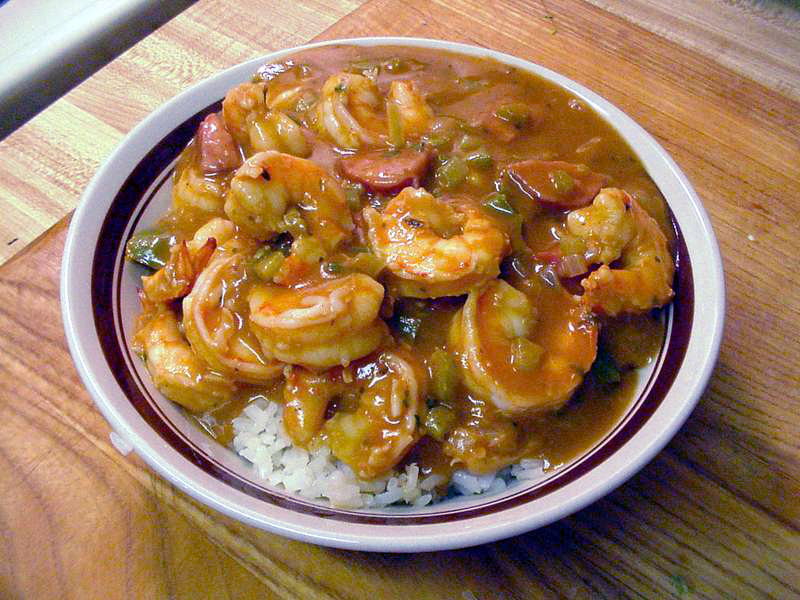
秋葵浓汤
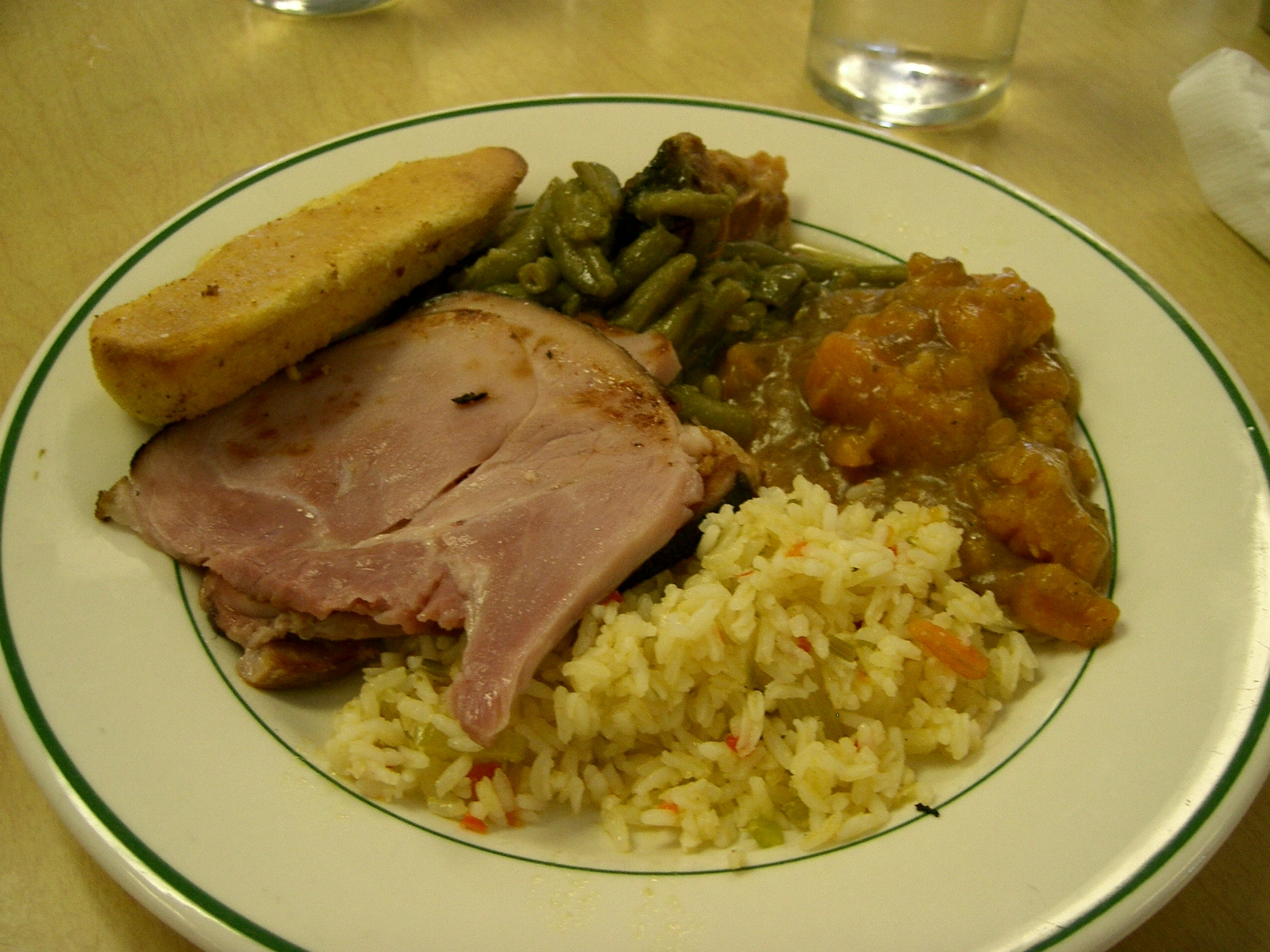
猪肉和什锦饭